# Ayos Dito
Ayos Dito era un sitio web de comercio electrónico para filipinos. Su propietario fue 701 Search,  una joint venture entre los gigantes de los medios de comunicación Singapore Press Holdings y Schibsted, lanzada en marzo de 2009.

## Historia
En 2015, Ayos Dito formó una fusión con OLX Filipinas, adquiriendo el sitio de antiguas clasificaciones Sulit en diciembre de 2013. Los anuncios del antiguo sitio no se fusionaron automáticamente con OLX, y los usuarios recibieron correos electrónicos preguntando si deseban migrar sus anuncios a la nueva plataforma.